# (36641) 2000 QY185
2000 QY185 (asteroide 36641) é um asteroide da cintura principal. Possui uma excentricidade de 0.19558440 e uma inclinação de 14.77631º.
Este asteroide foi descoberto no dia 26 de agosto de 2000 por LINEAR em Socorro.